# بروس جونز (رجل أعمال)
بروس جونز (بالإنجليزية: Bruce Jones)‏ هو شخصية أعمال أمريكي، ولد في القرن العشرين، وتوفي في 13 يناير 2014.